# Leptanthura glacialis
Leptanthura glacialis là một loài chân đều trong họ Leptanthuridae. Loài này được Hodgson miêu tả khoa học năm 1910.